# Petroperidinum larsenii
Protoperidinum larsenii là một loài động vật nguyên sinh thuộc ngành Dinoflagellata, lớp Dinophyceae, bộ Peridiniales, họ Protoperidiniaceae được các nhà khoa học Viện Hàn lâm Khoa học và Công nghệ Việt Nam cùng các nhà khoa học thuộc The IOC Science and Communication Centres on Harmful Algae nghiên cứu, phát hiện ra tại bờ biển Rạch Giá, Việt Nam năm 2016, đăng trên tạp chí Nordic Journal of Botany ngày 23/3/2017.